# Де Каб (Мисури)
Де Каб (енгл. De Kalb) град је у америчкој савезној држави Мисури.

## Демографија
По попису из 2010. године број становника је 220, што је 37 (-14,4%) становника мање него 2000. године.
| Група             | 2000.       | 2010.       |
| Белци             | 249 (96,9%) | 217 (98,6%) |
| Афроамериканци    | 0 (0,0%)    | 1 (0,5%)    |
| Азијати           | 0 (0,0%)    | 0 (0,0%)    |
| Хиспаноамериканци | 1 (0,4%)    | 1 (0,5%)    |
| Укупно            | 257         | 220         |